# Telstar 14
Telstar 14 или Estrela do Sul 1 (порт.-браз. Южная Звезда 1) — коммерческий спутник связи, собранный компанией Space Systems/Loral (SS/L) по заказу телекоммуникационной компании Telesat для обеспечения связи в диапазоне Ku в Южной Америке и в южной части США. Создан на спутниковой платформе Loral 1300.

## История
Запущен 11 января 2004 года с платформы Odyssey ракетой-носителем Зенит-3SL. После запуска автоматически не раскрылась северная солнечная батарея, что ограничило возможности спутника во время миссии. Позже президент SS/L заявил, что, согласно снимку спутника на орбите, панель была сильно повреждена в результате возможного взрыва. Спутник отработал всего с 17 транспондерами в диапазоне Ku 7 лет, причём срок службы был сокращён из-за заклинившей панели.
Позже его заменил спутник Telstar 14R (Estrela do Sul 2), запущенный в мае 2011 года с космодрома «Байконур» в Казахстане ракетой-носителем Протон-М. В ходе запуска ЧП с нераскрытием солнечной батареи повторилось, однако спутник всё ещё[когда?] на службе, в отличие от Estrela do Sul 1.